# Graafschap Beauvais
Het Karolingische graafschap Beauvais met als hoofdstad Beauvais bestond in wezen alleen in de 9e en 10e eeuw. Het strekte zich voor het grootste deel uit over de hedendaagse districten Beauvais en Clermont in het huidige departement Oise.
Het graafschap Beauvais werd in het noorden omgeven door de graafschappen Amiens en Vermandois, in het oosten door het gebied van de bisschoppen van Noyon en het graafschap Soissons, in het zuiden door de kroondomeinen (Senlis en Compiègne) en de Vexin. De grafelijke rechten waren relatief gering en beperkten zich tot de kastelen in het graafschap. Over de stad Beauvais en zijn directe omgeving voerden de bisschoppen van Beauvais het gezag. 
De bekendste graaf van Beauvais was Bernard (ca. 880 - na 10 november 949), die het graafschap in 936 in leen  kreeg. Hij werd voor een Karolinger gehouden en tot de familie van de graaf van Vermandois gerekend, zonder dat de exacte familierelatie bekend is.  
Aan het begin van de 11e eeuw was het graafschap in bezit van graaf Odo II van Blois; in hetzelfde tijdvak wordt ook een Hugo von Beauvais genoemd. Het is onduidelijk of Odo en Hugo gelijktijdig de grafelijke rechten in de Beauvaisis uitoefenden of dat Odo misschien Hugo in zijn ambt opvolgde. Wat wel zeker is dat Hugo (een aanhanger van het Huis Blois) aan het hof van koning Robert II het hofambt van seneschalk of paltsgraaf uitoefende. Hugo haalde zich de vijandschap van koningin Constance op de hals. Constance was nauw verbonden aan het Huis Anjou. Hugo van Beauvais werd in 1008 onder de ogen van de koning tijdens een jachtpartij vermoord door graaf Fulco Nerro van Anjou. 
Odo II van Blois stond in 1015 zijn rechten af aan de bisschop, die zijn eigen broer was, dit in ruil voor het graafschap Sancerre. De bisschop stelde op zijn beurt kort daarna een nieuwe graaf als zijn vazal aan. Deze nam zijn intrek in Clermont. Hierdoor ontstond het nieuwe graafschap Clermont-en-Beauvaisis.  
Al voor 1216 werden de bisschoppen van Beauvais op grond van dit bezit tot de oude pairs van Frankrijk gerekend.

## Graven van Beauvais
- Bernard van Vermandois, gestorven na 949
- Odo I., gestorven 995, graaf van Blois etc., kleinzoon van graaf Herbert II van Vermandois
- Theobald II, gestorven 1004, graaf van Blois etc., zoon van Odo
- Odo II, gestorven 1037, graaf van Blois etc., broer van Theobald II.